# Salsa criolla
La Salsa criolla è una salsa o un condimento tipico della cucina latinoamericana, composta da cipolle, aceto, pomodori, aglio, peperoncino, peperoni, olio d'oliva, sale, pepe ed erbe fresche come prezzemolo o coriandolo. La salsa criolla è spesso associata alla cucina peruviana, ma si trova anche in quella cubana, portoricana nicaraguense, uruguaiana e argentina.

## Versioni

### Perù
Nota anche come sarza criolla o zarza criolla, In Perù viene servita fredda ed è usata per accompagnare la carne. La composizione tradizionale prevede cipolla tagliata alla julienne, peperone rosso, pomodoro e succo di lime (a volte sostituito da aceto e olio). Altri ingredienti utilizzati saltuariamente sono coriandolo, peperone verde, prezzemolo, aglio o altre erbe aromatiche.
Si tratta probabilmente della salsa d'accompagnamento più importante del cibo popolare peruviano e viene utilizzata come condimento per diversi tipi di sandwich come pan con chicharrón, la butifarra e pan con pejerrey, oltre a piatti tipici come tamales, seco e arroz con pato.

### Argentina e Uruguay
In Argentina e Uruguay è utilizzata per marinare carni rosse, asado, frattaglie ed è composta da vari ingredienti tagliati a brunoise fra cui cipolla, peperone (rosso e verde) e pomodoro, conditi con olio ed aceto.
In entrambi i paesi è spesso abbinata al chimichurri.